# Open Arms
Open Arms – ballada soft rockowa amerykańskiego zespołu Journey. Utwór wydany został na singlu, który promował ich album Escape (1981). W tekście piosenki pojawia się apel do kochanki o przebaczenie przeszłych nagannych postępowań, i prośbę o rozpoczęcie na nowo związku. „Open Arms” jest największym komercyjnym sukcesem formacji, czego dowodem jest miejsce 2. na amerykańskiej liście Billboard Hot 100, utrzymując się na tej pozycji przez sześć tygodni.

## Popularność
Amerykańska stacja muzyczna VH1 określiła oryginalną wersję „Open Arms” – w wykonaniu grupy Journey – jako jedną z najlepszych miłosnych piosenek jakie kiedykolwiek powstały. Na liście „100 Greatest Love Songs” z 2003 roku ich wersja zajęła 4. miejsce. Ten sam kanał telewizyjny, należący do rodziny MTV uznał utwór za najlepszą balladę pop-rockową wszech czasów. Natomiast recenzent serwisu muzycznego AllMusic – Mike DeGagne – określił piosenkę jako „jedną z najpiękniejszych ballad rockowych… która wypełniona jest szczerością i nastrojem jaki wykrzesać potrafi jedynie Steve Perry”.

## Wersje innych wykonawców
Utwór nagrywany był przez różnych artystów. Amerykańska piosenkarka pop Mariah Carey wykreowała międzynarodowy przebój nagrywając własną wersję piosenki w 1995 roku. Na Wyspach Brytyjskich „Open Arms” w jej aranżacji, znalazł się na 4. pozycji zestawienia UK Singles Chart. Utwór nagrali także tacy wykonawcy jak Amerykanin Barry Manilow, grupa Boyz II Men oraz kanadyjska piosenkarka Céline Dion.

### Wersja Mariah Carey
Wersja wokalistki Marii Carey wydana została jako trzeci singel w Europie, promujący jej album Daydream. Mariah wyprodukowała tę piosenkę wraz z Walterem Afanasieffem.

#### Wydanie i promocja
Został wydany pod koniec 1995 roku na wielu rynkach poza Stanami Zjednoczonymi i Japonii. Singel był reakcją na przeciętne zainteresowanie wcześniejszym nagraniem w Europie, a zarazem zapowiedzią zbliżającej się trasy koncertowej. Częste reklamy promujące krążek w telewizji brytyjskiej i francuskiej doprowadziły go do wysokich pozycji na listach europejskich. Singiel sprzedał się w nakładzie 700 tys. sztuk krążka.

#### Teledysk
Do tej piosenki został wykorzystany materiał realizowany 10 października 1995 roku przed nowojorską publicznością, który miał służyć jako forma „zadośćuczynienia” ominięcia Stanów podczas Trasy Daydream World Tour. Wytwórnia uznała skromny wizerunek podczas występu na tyle dobry, że postanowiono zapis pozostawić bez zmian. Do piosenki został nagrany jeszcze jeden teledysk, tym razem do hiszpańskiej wersji utworu – „El Amor Que Soñé”. Utwór nie był wykonywany podczas koncerty w Madison Square Garden, więc jego wykonanie musiało być nagrane tuż po koncercie i zmontowane z oklaskami i owacjami publiczności. W teledyskach nie są wykorzystane wykonania utworów na żywo.

#### Inne wersje piosenki w wykonaniu Carey
Mariah, po nagraniu piosenki, stworzyła jej kilka wersji, nadając odmienny klimat każdej z nich. Piosenka doczekała się hiszpańskiej wersji, ale także mało znanej wersji „Spanglish”, która ukazała się na podwójnym singlu w Japonii wraz z „One Sweet Day” (XDCS 93201-2).
Produkcja i aranżacja: Walter Afanasieff i Mariah Carey
Chórki: Mariah Carey, Melonie Daniels, Shanrea Price, Kelly Price
Adaptacja hiszpańskiej wersji tekstu: Manny Benito

#### Wersje singla
Poza promocyjnymi wersjami singla powstały cztery różne wersje i każda miała swojego oddzielnego B-side’a.
| Open Arms (Promo)   | Open Arms (Promo)          | Open Arms (Promo)    | Open Arms (Promo)                                                                |
| Kraj                | Nr katalogowy              | Nośnik               | Tytuł                                                                            |
| ------------------- | -------------------------- | -------------------- | -------------------------------------------------------------------------------- |
| Austria             | SAMPCD 3167                | CD                   | 1. Open Arms                                                                     |
| Meksyk              | PRCD 96628                 | CD                   | 1. Open Arms 2. El Amor Que Soñé                                                 |
| Open Arms           |                            |                      |                                                                                  |
| Australia           | 663141 2 663141 8          | CD MC                | 1. Open Arms 2. Slipping Away 3. El Amor Que Soñé                                |
| Austria · Holandia  | 662872 2 662872 6          | CD płyta gramofonowa | 1. Open Arms 2. Fantasy (Live) 3. Vision of Love (Live) 4. Make It Happen (Live) |
| Austria · Australia | 662977 2 663140 2 663140 8 | CD MC                | 1. Open Arms 2. I Am Free 3. Fantasy (Live) 4. Vision of Love (Live)             |
| Australia           | 662977 5                   | CD                   | 1. Open arms 2. Hero 3. Without You 4. I’ll Be There                             |

(Live) – występ z 10 października 1995 w New York, Madison Square Garden

#### Pozycje na listach przebojów
| Lista (1996)                  | Najwyższa pozycja |
| ----------------------------- | ----------------- |
| Australian Singles Chart      | 27                |
| France Top 100 Singles        | 29                |
| Germany Singles Chart         | 65                |
| Ireland Singles Chart         | 7                 |
| Israel Singles Chart          | 2                 |
| Mexican Singles Chart         | 1                 |
| The Netherlands Singles Chart | 17                |
| New Zealand Singles Chart     | 8                 |
| Switzerland Top 100 Singles   | 30                |
| Sweden Singles Chart          | 54                |
| UK Singles Chart              | 4                 |